# Party Time / Watashi no Tamago
Singles par Guardians 4
School Days
(2009) Going On!
(2010)
Party Time / Watashi no Tamago (PARTY TIME/わたしのたまご) est le troisième single du groupe de J-pop Guardians 4, coattribué cette fois à Shugo Chara Egg!, sorti le 18 novembre 2009 au Japon sur le label Pony Canyon. 
Il atteint la 8e place du classement Oricon. Sortent aussi une édition limitée du single avec un DVD bonus, et une version "Single V" (vidéo) mais limitée au seul titre Party Time de Guardians 4, qui sort deux semaines après, le 2 décembre 2009.
La chanson Party Time, interprétée par Guardians 4, sert de générique d'ouverture à l'émission Shugo Chara!! Party qui fait suite à la série anime Shugo Chara. La chanson Watashi no Tamago, interprétée par Shugo Chara Egg!, l'autre groupe créé pour la série, sert de générique d'ouverture à un segment de cette même émission : Shugo Chara!!! Dokki Doki. Les deux chansons figureront sur la compilation Shugo Chara! Song Best qui sort en 2010.

## Liste des titres
CD Single
1. Party Time (PARTY TIME?) (par Guardians 4)
2. Watashi no Tamago (わたしのたまご?) (par Shugo Chara Egg!)
3. Party Time (Instrumental) (PARTY TIME...?)
4. Watashi no Tamago (Instrumental) (わたしのたまご...?)

DVD de l'édition limitée
1. Guardians 4 Jacket Making of (ガーディアンズ4 ジャケット撮影メイキング?)
2. Shugo Chara Egg! Artist Photo Making of (しゅごキャラエッグ! アーティスト写真撮影メイキング?)

Single V Party Time
1. PARTY TIME (clip vidéo)
2. PARTY TIME (Close Up Version)
3. PARTY TIME (Dance Shot Version)
4. PV (...) Making (PV撮影メイキング)